# Montreal Memories
Montreal Memories ist ein Jazzalbum von Frank Morgan und George Cables, das am 1. Juli 1989 im Theatre Port Royal im Rahmen des Festival International de Jazz de Montréal aufgenommen und am 23. November 2018 bei HighNote Records veröffentlicht wurde. Dies ist das zweite Duettalbum, das die beiden Musiker vorgelegt haben; das erste war Contemporary Double Image von 1987.

## Hintergrund
Nachdem der 22-jährige Saxophonist Frank Morgan aus Minneapolis an der Westküste der USA sein Debüt gegeben hatte, versank er in Drogen- und Drogenproblemen, „was bedeutete, dass das Gefängnis einige Jahre lang sein Quartier sein sollte. Er war nicht lange vom Übungsplatz entfernt, als er Cables traf und mit der langen Reihe von Comeback-Alben begann, die ihn in das neue Jahrtausend brachten“, meinte Brian Morton.
Morgan und Cables haben von Mitte der achtziger Jahre bis zum Tod von Morgan im Jahr 2007 zusammen gearbeitet; sie hatten sich ein Jahrzehnt lang gekannt, als dies aufgezeichnet wurde. Nach Ansicht Mortons wurde die Beziehung des Duos bereits durch die begeisterte Unterstützung des Kriminalautors Michael Connelly gefestigt, der auch den Dokumentarfilm Sound of Redemption: The Frank Morgan Story drehte.

## Musik des Albums
Der Live-Set beginnt mit Charlie Parkers „Now’s the Time“; der folgende Standard „All the Things You Are“ erlaubt den beiden Musikern, ihre Improvisationen im Konstrukt einer Ballade zu präsentieren. „Morgans launisches Saxophon überlagerte Cables’ Klavier, um dem Song nicht nur emotionale Resonanz, sondern auch Atmosphäre zu verleihen“, schrieb Peter Hoetjes. „A Night in Tunisia“ spielte Cables ein Jahrzehnt zuvor während der Village Vanguard-Sessions des Saxophonisten Art Pepper.
„Confirmation“, einer der klassischen Charlie-Parker-Nummern, wird hier nicht wirklich im schnellen Tempo dargeboten, „es fühlt sich immer noch so an, als würde Morgan nur ein bisschen Cables drängen und sich an seine Fersen heften“, so der Autor. Nach dem entspannten „Blues for Rosalinda“, den Morgan für seine Frau, die Künstlerin Rosalinda Kolb schrieb, folgen zwei Original-Kompositione von Cables, „Helen’s Song“ und ein „Wiegenlied“. Diese „Lullaby“ sei „ein gewichtiger und emotionaler Song“, „das Lied schmerzt nicht nur, es stöhnt und schluchzt und blutet gleichzeitig“. Hingegen „Helen’s Song“, das normalerweise mit einem Piano-Trio gespielt wird, können Morgan und Cables „improvisieren und der bekanntesten Komposition des Pianisten neues Leben einhauchen.“ Um der Stimmung der vorangegangenen 22 Minuten entgegenzuwirken, beschließt das Duo sein Live-Set mit einem Medley aus Wayne Shorters „Nefertiti“, verbunden mit einem weiteren Charlie-Parker-Titel „Billie’s Bounce“.

## Titelliste

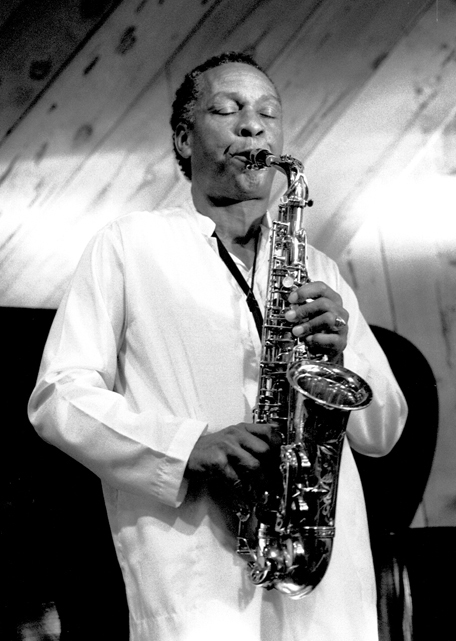
Frank Morgan

- Frank Morgan & George Cables: Montreal Memories (HighNote HCD 7320[3])

1. Now’s the Time (Charlie Parker) 6:30
2. All the Things You Are (Jerome Kern/Oscar Hammerstein II) 7:02
3. A Night in Tunisia (Dizzy Gillespie, Frank Paparelli) 7:46
4. ’Round Midnight (Hanighen, Williams, Monk) 5:31
5. Confirmation (Charlie Parker) 4:59
6. Blues for Rosalinda (Frank Morgan) 8:27
7. Helen's Song (George Cables) 8:24
8. Lullaby (George Cables) 5:03
9. Medley: Nefertiti (Wayne Shorter) – Billie's Bounce (Charlie Parker) 7:26

## Rezeption

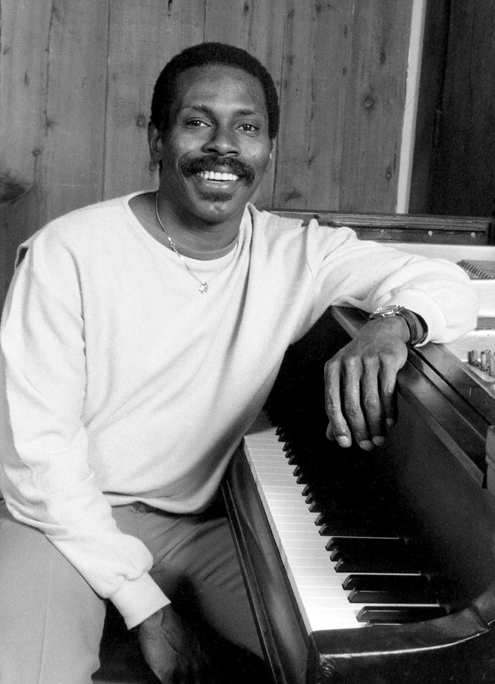
George Cables

Das Album erfuhr nach seiner Veröffentlichung in der Jazzkritik durchweg positive Rezensionen; Chris Pearson verlieh dem Album in The Times vier (von fünf) Sterne. George W. Harris meinte in Jazz Weekly Richard Brody (The New Yorker) zählte das Album zu den besten Archiv-Veröffentlichungen im Bereich des Jazz des Jahres 2018. Seiner Ansicht nach „glänze Montreal Memories mit seiner quälend intimen Artistik: Blues-infiziert, melancholisch, melodisch und wird von Fluten von Tönen, die nur von Ohren gezählt werden können, als anspruchsvoll eingestuft. Sein Stil basiert auf Parkers, ist aber dennoch absolut persönlich. Sein reich nuancierter Ton klingt gelassen, ein Schatz, der von jahrzehntelanger schmerzhafter Erfahrung bereichert wird.“ Dass seine musikalische Auswahl auch „Neferiti“ einschloss, ein Titel, den das Miles davis Quintet 1967 eingespielt hatte, stehe für „Morgans vereitelte Verbundenheit mit den musikalischen Veränderungen in der Zeit seiner Abwesenheit.“
Peter Hoetjes meinte in All About Jazz, „diese Art von Album sei in der Regel entweder großartig oder schwach, was das Live-Aufnehmen zu einem gewissen Glücksfaktor macht, aber Morgan und Cables nutzen diese Chancen und es  zahle sich zum zweiten Mal gut aus. Mit seiner Karriere als Pianist für einige der größten Hornisten, die es gibt, verbindet Cables mühelos seine Herangehensweise mit Morgans einzigartiger Stimme. Beide Musiker haben sehr erkennbare Klänge; Wenn einer von beiden Platten entfernt werden sollte, wäre es nicht schwer zu sagen, wer gerade spielt. Keiner von ihnen opfert etwas von ihrem Charakter, um dies zu kreieren, und Montreal Memories ist dafür ein viel stärkeres Album.“ Das Resümee des Autors lautet: „Alle Klänge, die das Publikum in der letzten Stunde gehört hat, werden so zusammengefügt, dass sie beweisen, wie unglaublich diese beiden damals waren.“ Montreal Memories ist wirklich eines der „Muss“-Jazz-Alben des Jahres.
Britt Robson schrieb in JazzTimes ging auf die Balladen „Blues For Rosalinda“, „Helen's Song“ und „Lullaby“ ein: „Das gesamte Triptychon ist ein Tonikum für den trockenen und wehmütigen kreativen Austausch des Duos und nicht für eine sentimentale Woge, die Morgans evokativen Umgang hervorhebt von der unteren, mehr dulcet-Seite des Altos und der bemerkenswerten Reichweite, sowohl akustisch als auch emotional, von Cables’ Liebkosung der Elfenbeintasten.“
Derek Taylor schrieb in Dusted, die Beziehungen zu Charlie Parker sei während des gesamten Konzertes sowohl in Morgans Phrasierung als auch im bopbezogenen Programm zu sehen, aber er bringe einen Improvisationsschatz mit, der stark und persönlich genug ist, um sich regelmäßig gegen die Ableitung von Abstammung zu wehren. Cables wechselt von einer straffen und federnden Begleitung zu einem lebhaften Führung und zurück, wobei die spielerische Ehrerbietung gegenüber seinem Partner erhalten bleibt. Der Auftaktausflug durch „Now´s the Time“ ist eine reiche Verkapselung ihres Verhältnisses. Morgan startet mit belüfteten vertikalen Flügen, die klare melodische Linien mit flottenartigen Reed- und Fingereffekten mischen, während Cables ein unerbittliches tonales Zentrum mit ineinandergreifenden Händen behält.
„All the Things You Are“ lasse eine hauchdünne, balladenhafte Hülle fallen, die durch die etwas trübe Wiedergabetreue des Quellbands noch verstärkt wird. Morgan bläst amoralisch und wird von den rollenden Akkorden von Cables durchdrungen und genießt die Geschmeidigkeit des oberen Registers seines Horns. Die Klavierimprovisation, die folgt, ist verhältnismäßig geschickt und mit Cables Äußerungen der Zufriedenheit hörbar, bevor ein kurzer Applaus ausbricht. Die kommunikativen Darstellungen von „A Night in Tunisia“, „Round Midnight“ und „Confirmation“ verweisen auf andere bekannte Bop-Wegweiser vor der Auflösung des Duos mit einer überraschenden Mischung aus Wayne Shorters „Nefertiti“ und einem abschließenden Bird-Bon-Motiv „Billie’s Bounce“. „Morgan war in verschiedenen persönlichen Angelegenheiten vielleicht nicht immer ein Freund, aber in der Gesellschaft von Cables kommt seine musikalische Klugheit klar und deutlich zum Ausdruck.“
George W. Harris meinte in Jazz Weekly, Morgan genieße die Freiheit und das neue Leben. Die Duett-Sammlung, die mit Cables zusammen entstanden war, sei der Inbegriff dessen, worum es beim Bebop ging, nämlich um Feste und Kunst. Morgan spielt mit einem autoritativ entspannten Swing, der nur von jemandem kommen kann, der Modern Jazz im Blut hat. Er seufzt auf dem höflichen Solo von ‚All the Things You Are‘ und sein sanfter Ton schwebt wie ein Falke über Cables’ Hüftimpuls bei ‚Now‘s The Time’. Sein Schrei drückt die Töne von ‚’Round Midnight‘ aus und gleitet süß wie Hodges, während Gables in „Blues for Rosalinda“ ein reichhaltiges, vollmundiges Solo spiele. Morgan zeige auch seine Offenheit für die Post-Bop-Szene und interpretiert Wayne Shorters „Nefertiti“ ausführlich, bevor er wie ein Stein bei „Billie's Bounce“ springt. Dieses Album erinnert stark daran, wie lebhafter und lebensbejahender Jazz sein kann. Als ob man durch eine Barockkirche spazieren und den blauen Himmel von Tizian betrachten möchte.: „“
Brian Morton meinte im Jazz Journal, „Saxophon- und Klavier-Duos können träge ‚Konversation‘ sein, einmalige Begegnungen in den kleineren Zelten auf einem Festival oder alte Kumpel-Dates, die nicht viel mehr als Pfeife und Hausschuhe bedeuten. Das Spielen ist hier nicht einfach oder voreingestellt.“ Cables sei ein Meister der Struktur, so Morton, und Morgans Liedermusik ist so logisch und „Vogel“-gefiedert („Bird“-feathered) wie sein großes Vorbild.
Der Autor vergleicht das Album mit den vorangegangenen Quartett-Produktionen der beiden Musiker City Nights: Live at Jazz Standard und Raising the Standard: Volume 2 (High Note); die frühere Rhythmusgruppe von Curtis Lundy und Billy Hart würden „nicht so sehr vermisst, als nicht wirklich notwendig“ erachtet. Frank Morgan, der Bird in jedem Takt eine Hommage erwies, obwohl er stets geleugnet habe, dass er ein Schüler war, „kennt dieses Material so gut, dass er fast durch das Gedächtnis der Muskeln gleitet. Ein flottes, seelenvolles ‚Now’s the Time‘ legt die Basissprache fest, wobei Cables die Spinnenarbeit und sanfte Gegenmelodien liefert.“ Im Gegensatz zu dem routiniert vorgetragenen „’Round Midnight“ sei „Confirmation“ ein „aufregender Knaller, bevor das Duo in Morgans ‚Blues for Rosalinda‘ und Cables’ ‚Helen’s Song‘ und ‚Lullaby‘ mehr persönliche Hommagen hegt.“
„Danach gibt es eine virtuose Jagd auf die herausfordernde Linie von ‚Nefertiti‘“ so Morton über das Medley, „nur um zu zeigen, dass Morgan weiß, wohin die Linie führt, und ‚Billie’s Bounce‘, nur um zu zeigen, dass er weiß, woher sie kommt. Nur um zu zeigen, dass Morgan weiß, wohin die Abstammung führt, und ‚Billie's Bounce‘, nur um zu zeigen, dass er weiß, woher er stammt. Eine absolut befriedigende Leistung auf allen Ebenen“, so das Resümee des Autors.